# George Leveson-Gower (1858-1951)
Pour les articles homonymes, voir George Leveson-Gower.
George Granville Leveson-Gower (19 mai 1858 - 18 juillet 1951), est un fonctionnaire britannique et homme politique libéral de la famille Leveson-Gower. Il exerce des fonctions politiques en tant que contrôleur de la maison entre 1892 et 1895 et est ensuite commissaire aux bois et forêts de 1908 à 1924. En 1921, il est fait chevalier.

## Jeunesse et éducation
Membre de la famille Leveson-Gower dirigée par le duc de Sutherland, il est le fils de Frederick Leveson-Gower, troisième fils de Granville Leveson-Gower (1er comte Granville). Sa mère est Margaret Compton, fille de Spencer Compton (2e marquis de Northampton). Elle est décédée peu de temps après sa naissance et son père ne s'est jamais remarié. Il fait ses études au Collège d'Eton et au Balliol College d'Oxford.

## Carrière
Il est secrétaire privé du Premier ministre William Ewart Gladstone de 1880 à 1885 puis est élu député pour le Staffordshire North-West et sert sous Gladstone en tant que Lords du Trésor de février à juillet 1886. Il perd son siège lors des Élections générales britanniques de 1886 mais est réélu à la Chambre des communes pour Stoke-upon-Trent lors d'une élection partielle de 1890, un siège qu'il occupe jusqu'en 1895. Il est contrôleur de la maison de 1892 à 1895 sous Gladstone et plus tard Lord Rosebery. Il est par la suite président de la Fédération libérale de 1905 à 1908 et commissaire des bois et forêts de 1908 à 1924. Il est nommé Chevalier Commandeur de l'Ordre de l'Empire britannique (KBE) lors des honneurs du Nouvel An 1921.

## Famille
Leveson-Gower épouse Adelaide Violet Cicely Monson, fille de Debonnaire John Monson, 8e baron Monson, en 1898. Ils ont trois filles. Il est décédé en juillet 1951, à l'âge de 93 ans. Lady Leveson-Gower est décédée en avril 1955.